# Fem i fara
Fem i fara är en bok skriven av Enid Blyton. Den kom ut 1958 med titeln Five Get into a Fix på originalspråk, och var den sjuttonde boken i Fem-serien.

## Handling
Efter en svår förkylning drabbas barnen i femgänget av besvärande hosta. Barnen får åka till bergen i Wales för att bli av med hostan innan skolan. Väl framme i Wales är det härlig vinter med snö och barnen roar sig med att åka kälke och skidor. Då träffar de en man som förbjuder dem att vara i närheten av det gamla huset Old Tower. Senare förstår barnen att det pågår mystiska saker. Ett dovt muller och konstig lysande dimma över berget vid Old Tower väcker barnens intresse.

## Översättningar och svenska upplagor
Boken var den första som översattes av Stina Hergin till svenska. 13 år senare kom en nyöversättning av Kerstin Lennerthson. Boken kom sedan i flera upplagor med ny omslagsbilder. Boken kom som ljudbok 2005 med Ronnie Bäck som inläsare.